# Johan Ulfström
Johan Ulfström, född 13 augusti 1733 på Ulva, Uppsala län, död 20 april 1797 på Kvarnbo, var en svensk kanalbyggare.
Ulfström fäste 1765 Bergskollegiets uppmärksamhet på nödvändigheten att kanalisera Kolbäcksån, uppgjorde på dess uppdrag 1776 förslag därtill och ledde från 1777 anläggningen av Strömsholms kanal. "Ulfström var mannen som gjorde kanal av Kolbäcksån".
Kanalbygget vid Strömsholms kanal, som påbörjades 1777, leddes av Johan Ulfström. Sträckningen mättes upp och karterades 1774 varefter ett bolag Strömsholms Slusswerk bildades 1776. Ulfström hade tidigare bland annat varit ansvarig för ombyggnaden av Hjälmare kanal, Akademikvarnen, Rådhuset och åmurarna i Uppsala. Strömsholms kanal invigdes 1787 av kung Gustav III men blev helt klar först 1795. Vid invigningen åkte kungen öppen slup från sjön Barken ner till Hallstahammar med avbrott för fest vid bruken längs vägen. Samtliga slussar fick sina namn av kungen längs resan. Strömsholms kanal tillkom för att tillgodose bergsbrukets transportbehov. Färdiga produkter från bruken i trakten av Smedjebacken, Fagersta, Virsbo, Ramnäs, Surahammar och Hallstahammar fraktades till Västerås och Stockholm och vidare för export.
Johan Ulfström blev dubbad till riddare av Vasa-orden av kung Gustav III på Strömsholms slott. Som ytterligare bevis på sin uppskattning skänkte han 13.000 Riksdaler specie ur sin handkassa och såg till att även statskassan hjälpte till med 27.000 Riksdaler specie. Gustav III:s invingningsresa från Skantzen till Strömsholm kan också belysas från ett annat håll. Det var en representationsresa för kungen och något av ett storslaget PR-jippo för bygden. Kanalbolaget var i stort behov av kapital och pengarna som kungen skänkte kan knappast bara ha varit för att visa uppskattning. De behövdes mer än väl. Sommaren 1787 hade kanalbygget pågått i tio år. Då var 16 av de planerade slussarna klara. Det blev dags för Gustav III att besiktiga och samtidigt inviga sträckan mellan Semla vid Fagersta ner till Skantzen i Hallstahammar. Kungen kom på besök och det ordnades med fest i bygden. Vid Skantzen intogs en aftonmåltid, men Gustav III kände sig nog frusen och längtade till Strömsholms slott för att där intaga "nattkvarter och få torra kläder". Kungen verkade mycket nöjd med vad han hade sett. Innan han reste från Skanzen till Strömsholm höll han ett tal till Johan Ulfström. I sitt tal förklarade han sitt "nådiga och synnerliga välbehag, ej mindre öfwer arbetens anläggning och godhet, än deras prydnad".
Ulfström invaldes 1784 som ledamot nummer 228 av Kungliga Vetenskapsakademien.

## Galleri

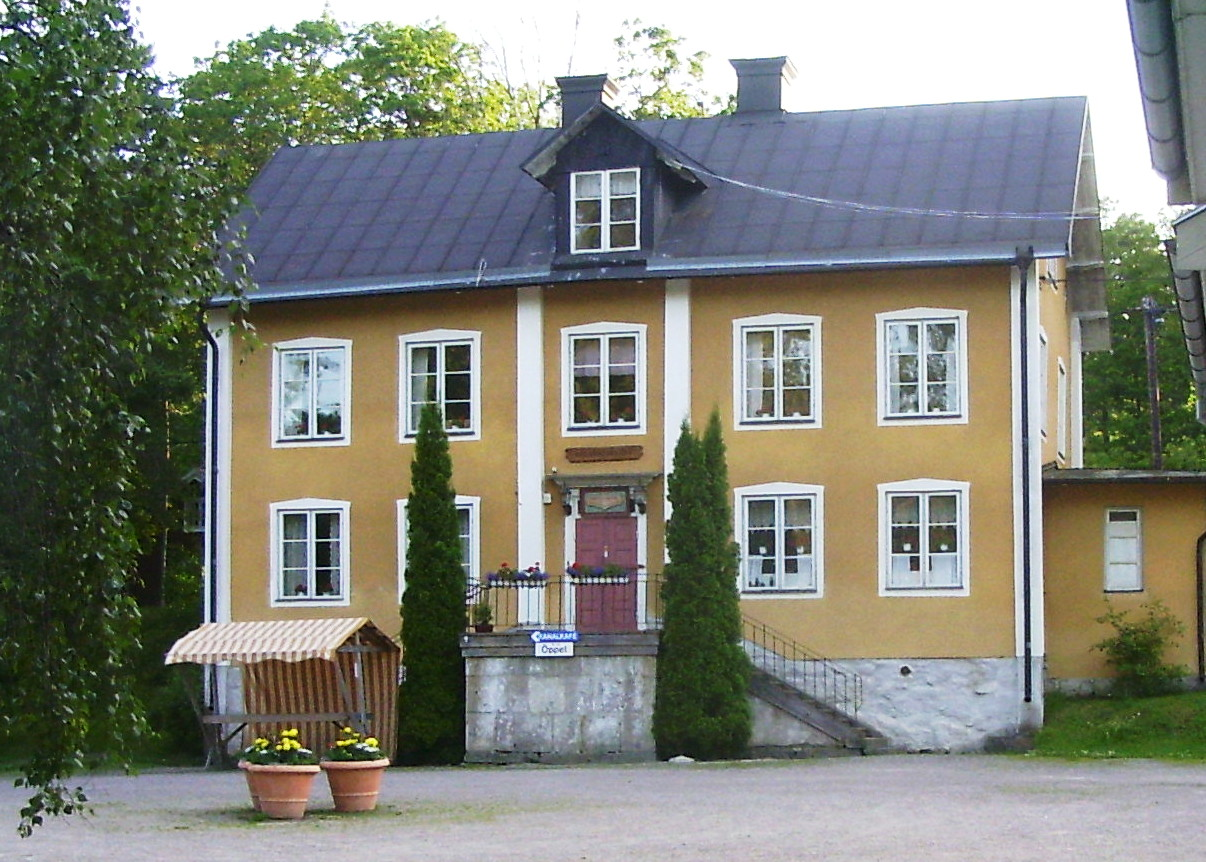
Skantzenmuseet i Hallstahammar. Stadsdelen Skantzen eller Skansen i Hallstahammar i Hallstahammars kommun. Vid Skantzen vid slussarna vid Strömsholms kanal låg en gång ett administrativt centrum med säte för kanalens tekniska chef. Vid Skantzen finns slussar, bostäder, verkstäder, park och kanalmuseum, det är en del av Ekomuseum Bergslagen. Det finns ett porträtt som föreställer Johan Ulfström på Skantzenmuseet i Hallstahammar.

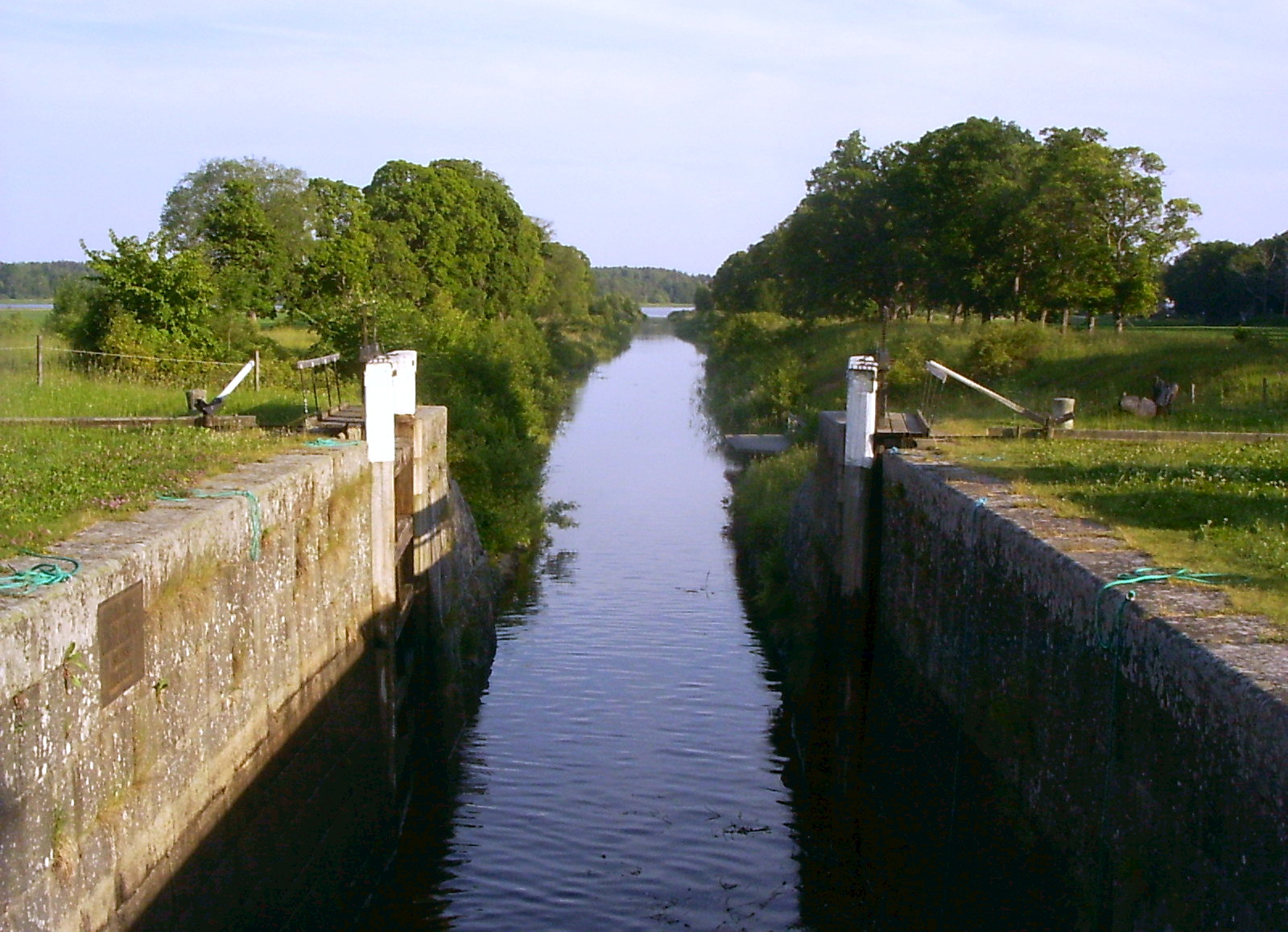
Vy söderut från slussen vid Strömsholms kanal, slussen Konung Karl XV:s sluss.